# Diehl BGT Defence
Pour les articles homonymes, voir Diehl, BGT et DBD.
Diehl BGT Defence GmbH & Ko KG (DBD) est une entreprise allemande, fabricant de missiles et de munitions. C’est une filiale du groupe Diehl. Fondée en 2004 par la fusion de Bodenseewerk Gerätetechnik GmbH et de Diehl Munitionssysteme GmbH & Co. KG, l’entreprise emploie aujourd’hui [Quand ?] 1 800 personnes.

## Produits
- AIM-9 Sidewinder (sous licence)
- IRIS-T
- IRIS-T SL / IRIS-T SLS
- Armiger (en)
- Trigat-LR (avec MBDA)
- M270 (avec Lockheed Martin)
- RIM-116 Rolling Airframe Missile (avec Raytheon)
- RBS-15 (avec Saab Bofors Dynamics (en))
- IDAS,
- Barracuda,
- Spike (avec Rafael Advanced Defense Systems),
- HOPE et HOSBON (en),
- SMART-Ammunition,
- Panzerfaust 3,
- IRIS-T SLM, batterie de missiles.

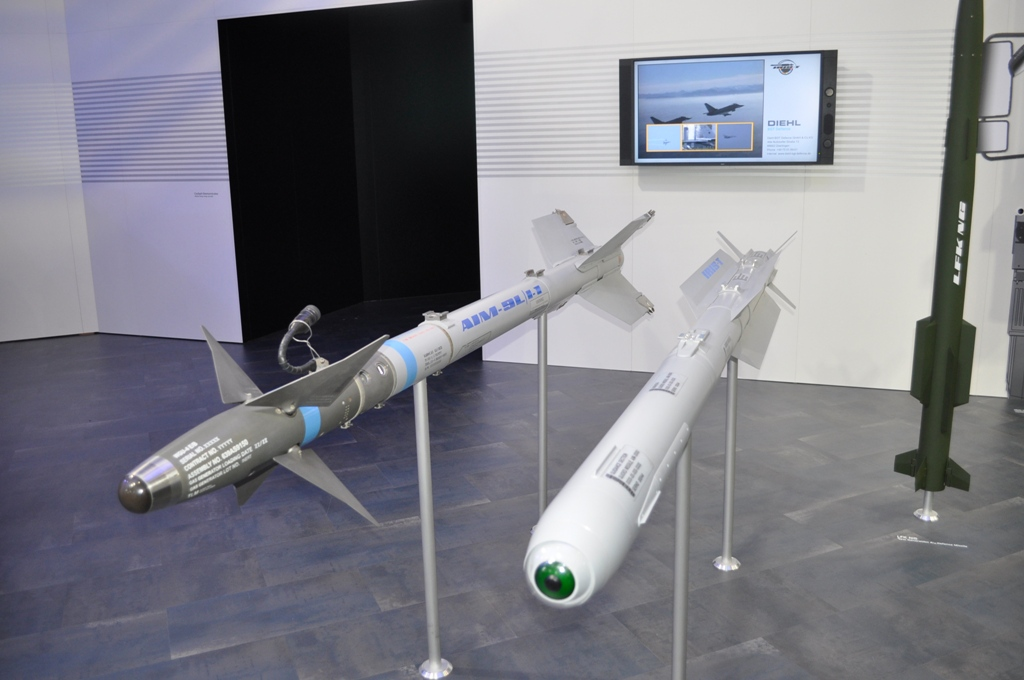
AIM-9 Sidewinder, IRIS-T et LFK NG
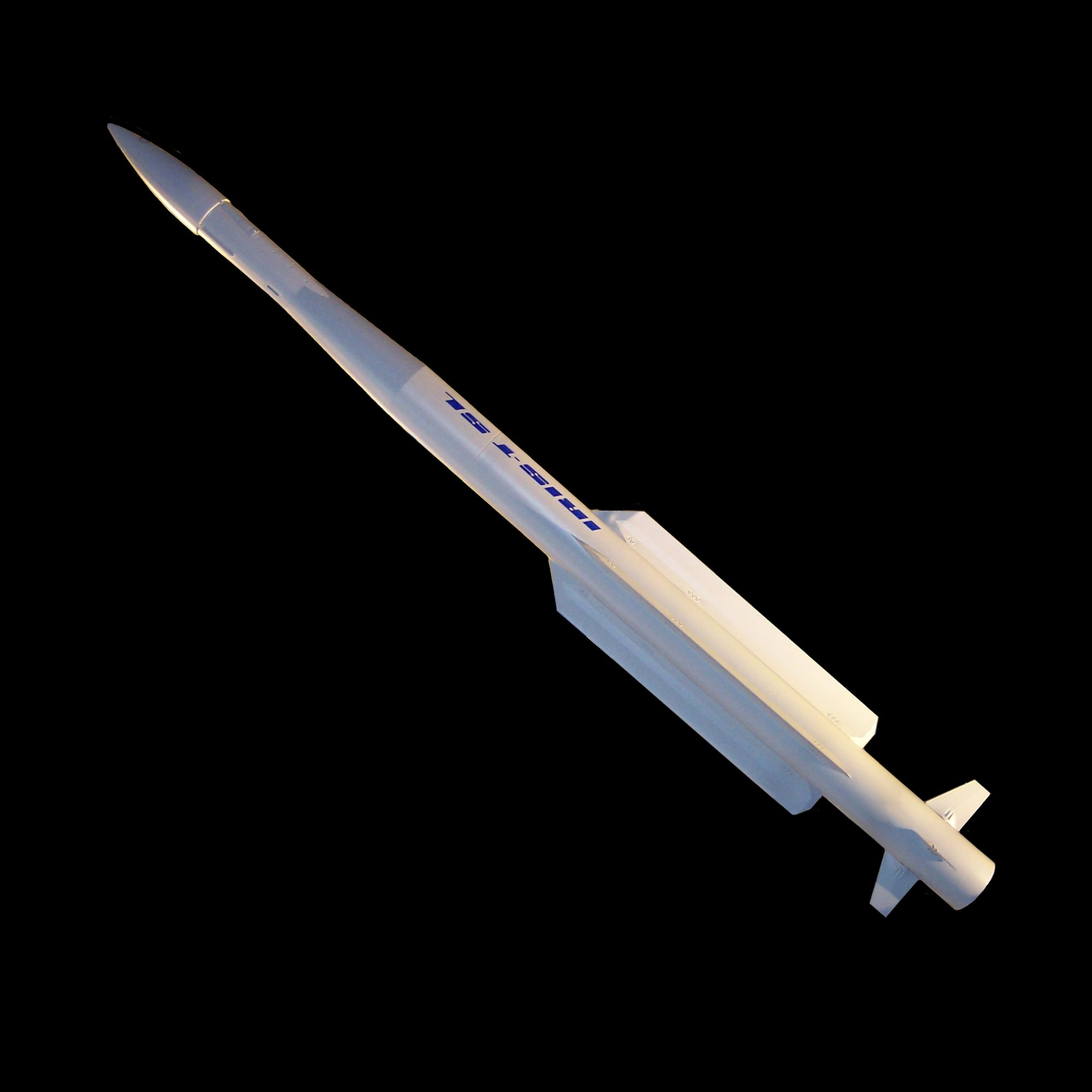
IRIS-T SL
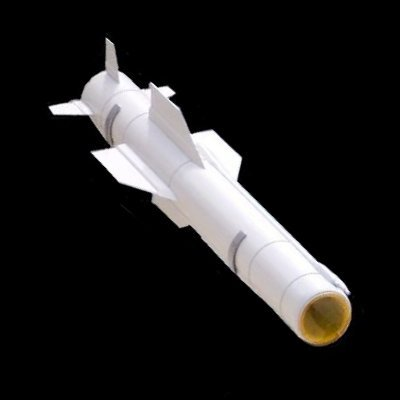
Trigat-LR
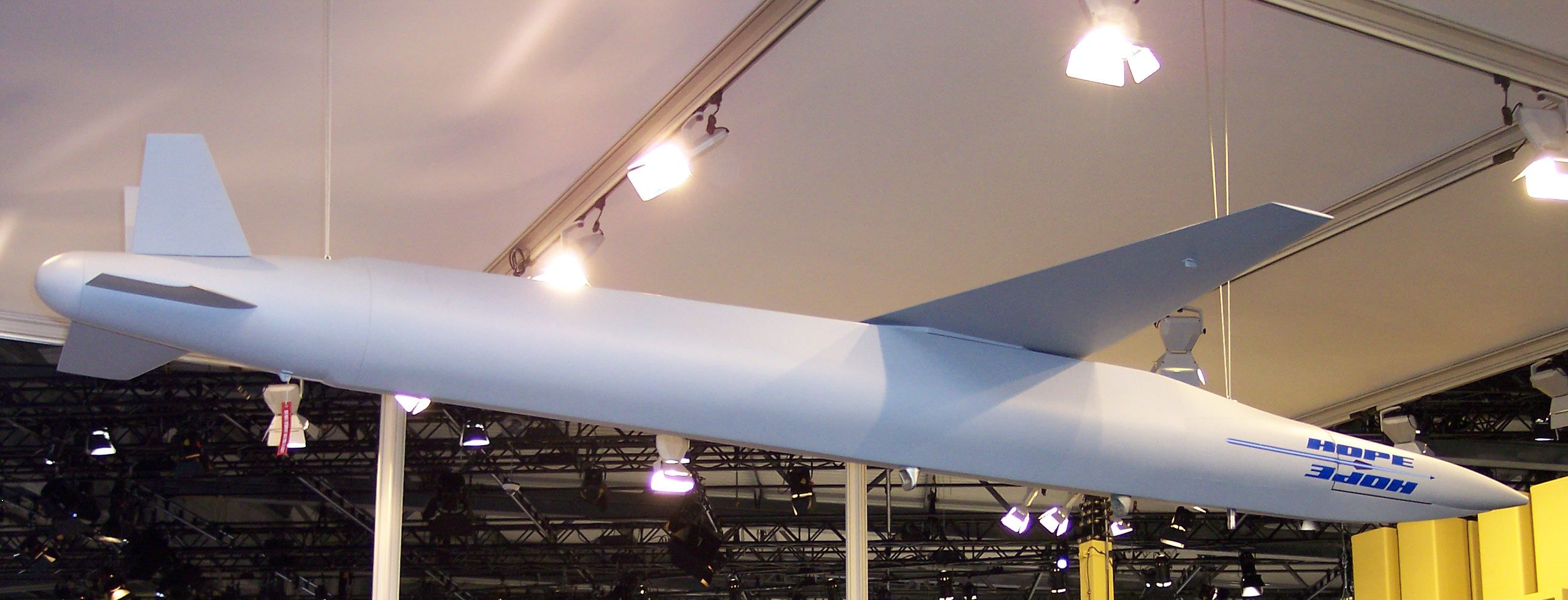
HOPE
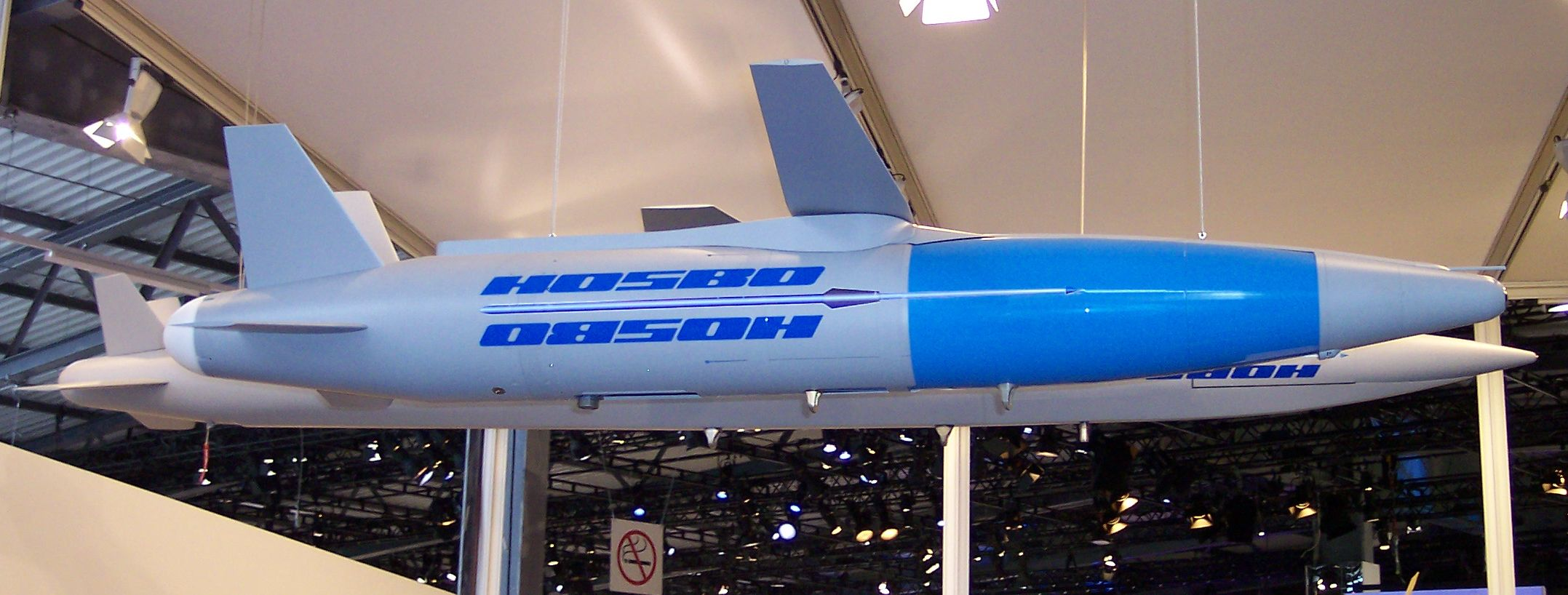
HOSBO
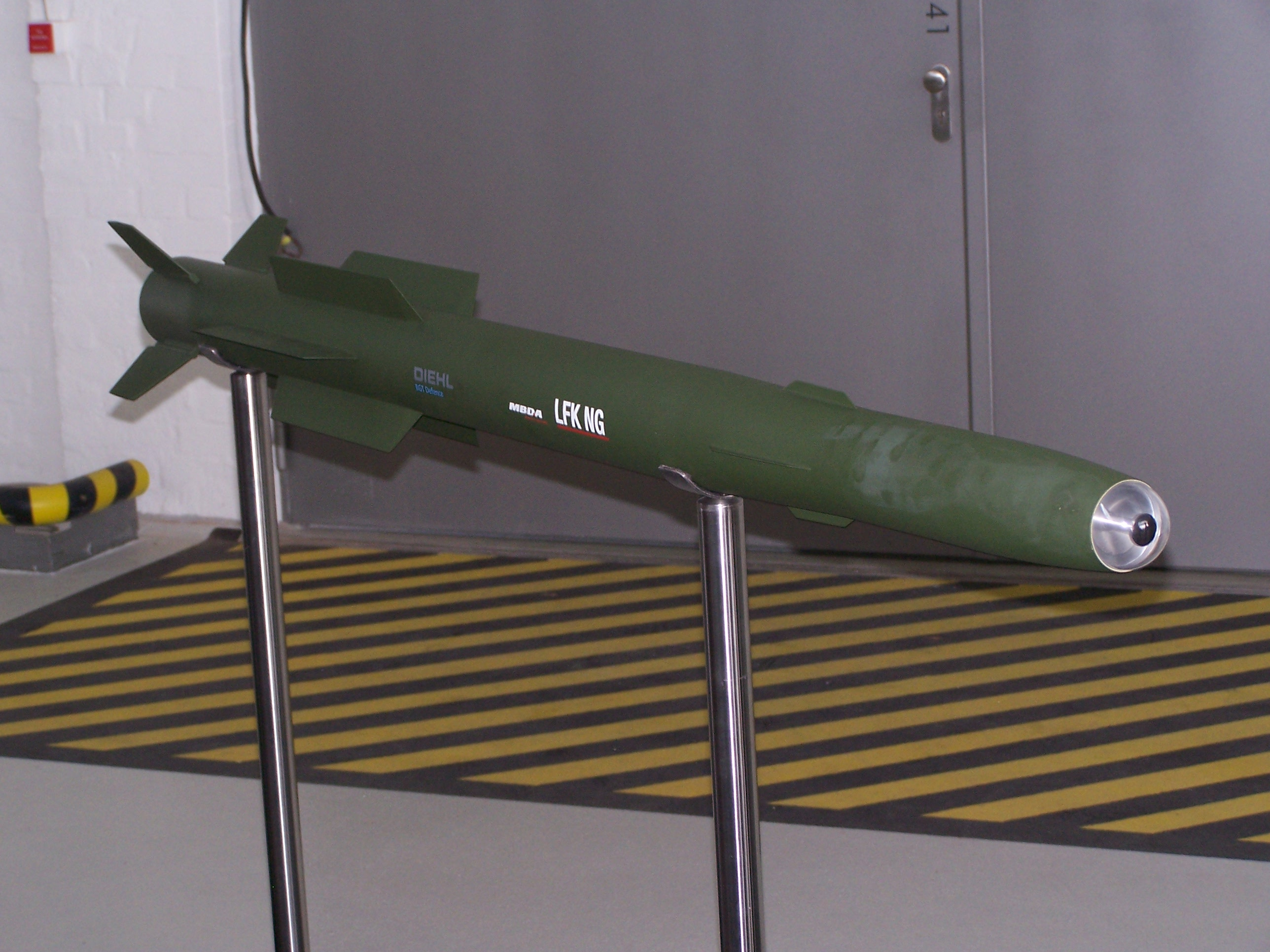
LFK NG
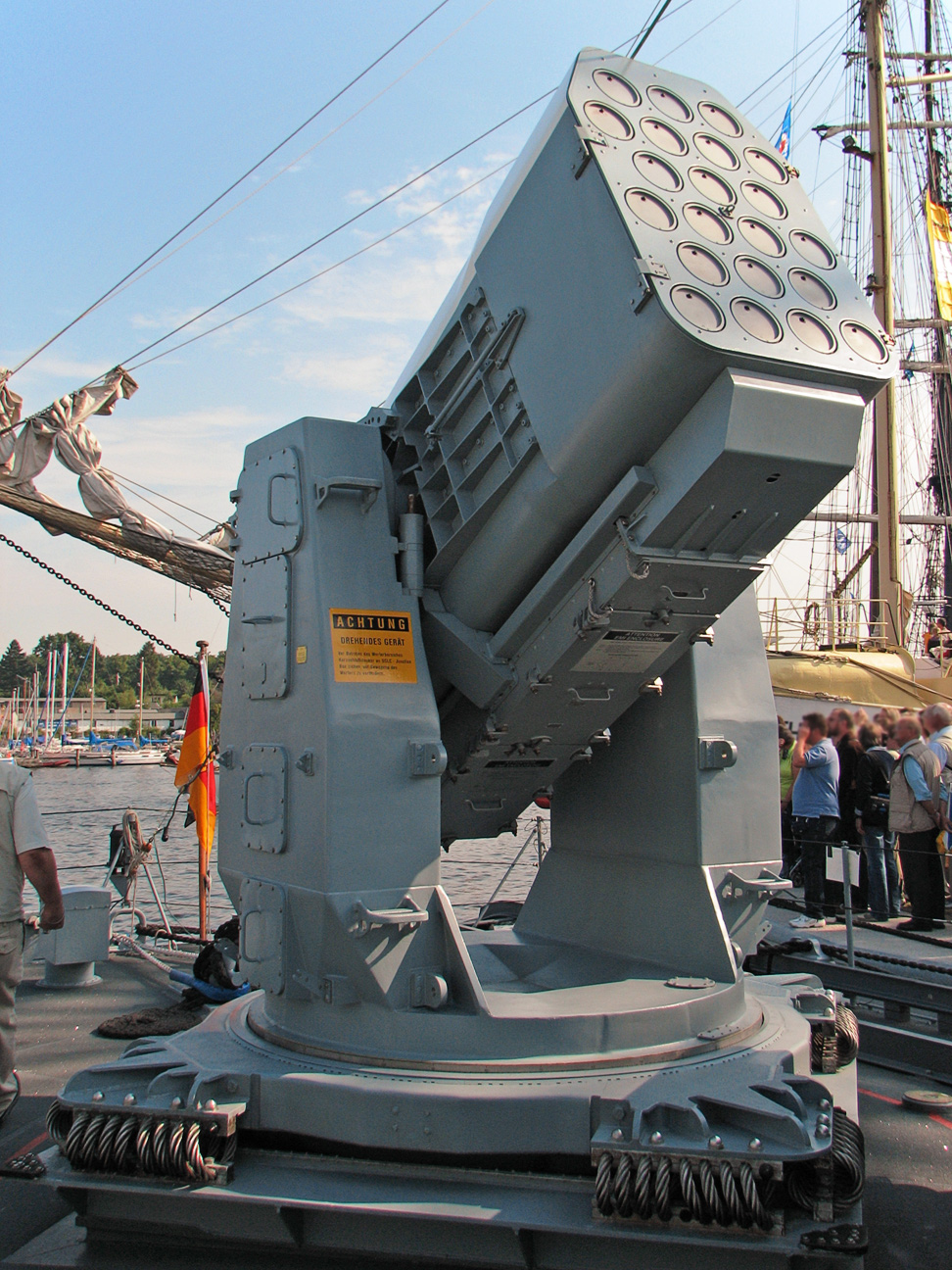
Lanceur de missiles RIM-116 RAM
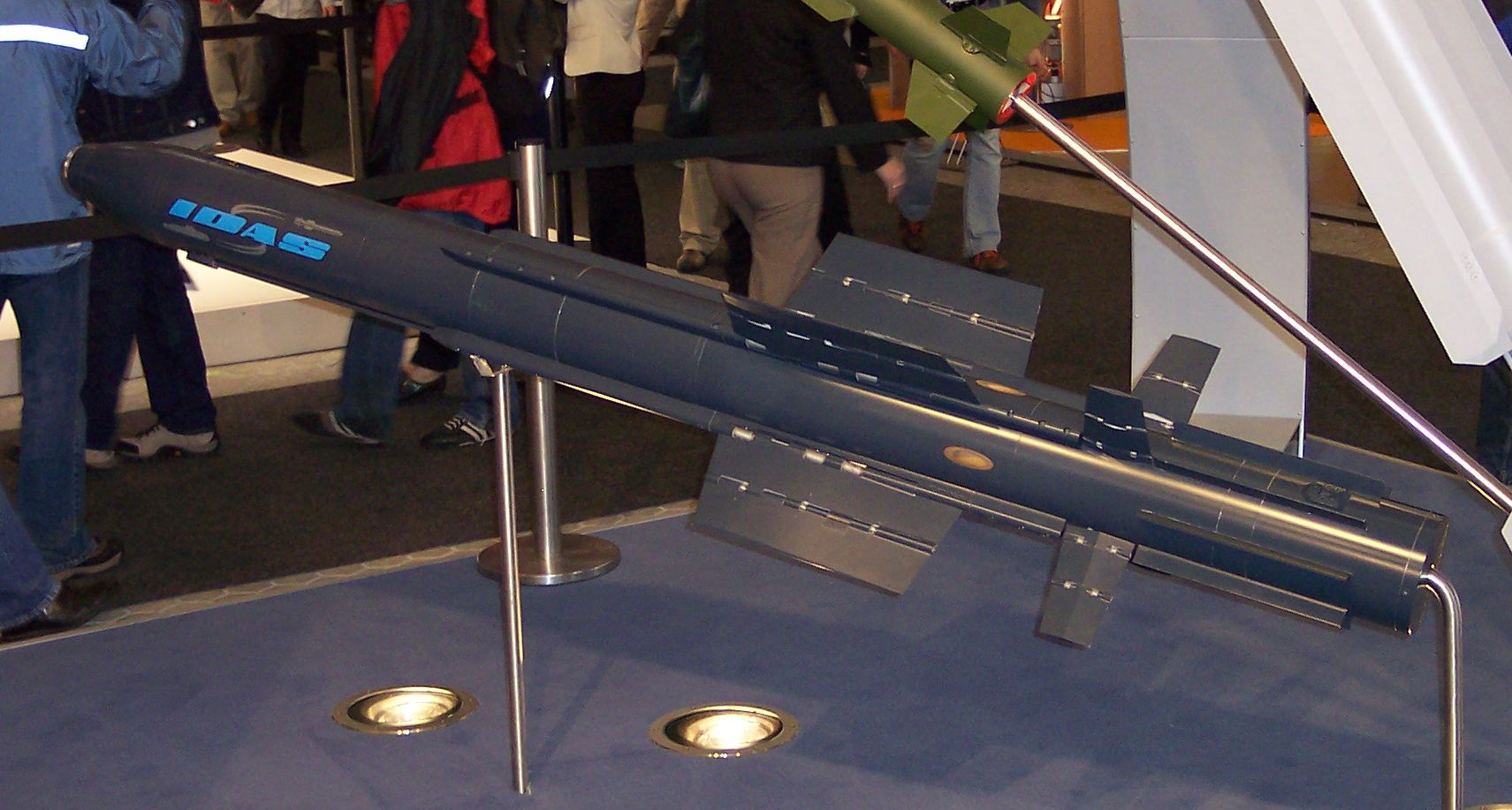
IDAS